# Ośno Lubuskie (gmina)
Pour les articles homonymes, voir Ośno Lubuskie.
Ośno Lubuskie est une gmina urbaine-rurale (gmina miejsko-wiejska) ou mixte de la powiat de Słubice, dans la Voïvodie de Lubusz, dans l'ouest de la Pologne.
Son siège administratif (chef-lieu) est la ville d'Ośno Lubuskie, et qui se situe environ 25 kilomètres au nord-est de Słubice (siège de la powiat), 72 kilomètres au nord-ouest de Zielona Góra (siège de la diétine régionale) et 40 kilomètres au sud-ouest de Gorzów Wielkopolski (capitale de la voïvodie).
La gmina couvre une superficie de 197,97 kilomètres carrés pour une population de 6 443 habitants en 2016.

## Histoire
De 1975 à 1998, la gmina est attachée administrativement à la voïvodie de Gorzów.

Depuis 1999, elle fait partie de la voïvodie de Lubusz.

## Géographie
Hormis la ville d'Ośno Lubuskie, la gmina inclut les villages et localités de :

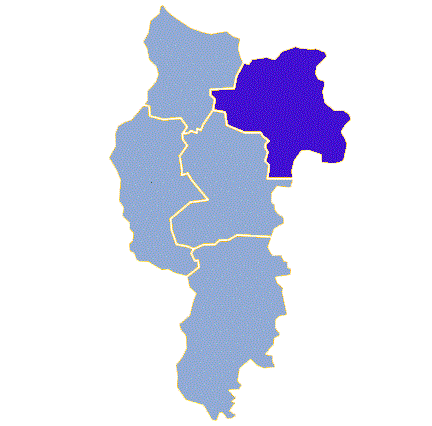
Plan de la gmina

- Grabno
- Gronów
- Kochań
- Lipienica
- Lubień
- Podośno
- Połęcko
- Radachów
- Rosławice
- Sienno
- Smogóry
- Świniary
- Trześniów
- Wysokie Dęby

### Gminy voisines
La gmina d'Ośno Lubuskie est voisine des gminy suivantes :
- Górzyca
- Krzeszyce
- Rzepin
- Słońsk
- Sulęcin
- Torzym

## Structure du terrain
D'après les données de 2002, la superficie de la commune d'Ośno Lubuskie est de 197,97 kilomètres carrés, répartis comme telle :
- terres agricoles : 40%
- forêts : 51%

La commune représente 19,8% de la superficie du powiat.

## Démographie
Données du 30 juin 2008:
| Description        | Total  | Total | Femmes | Femmes | Hommes | Hommes |
| ------------------ | ------ | ----- | ------ | ------ | ------ | ------ |
| Unité              | Nombre | %     | Nombre | %      | Nombre | %      |
| Population         | 6 310  | 100   | 3 197  | 50,3   | 3 113  | 49,7   |
| Densité (hab./km²) | 31,8   | 31,8  | 16     | 16     | 15,8   | 15,8   |